# Jardín del antiguo Manicomio de San Baudilio
El jardín del antiguo Manicomio de San Baudilio aglutina zonas verdes con elementos arquitectónicos, entre los que destacan unos bancos revestidos de trencadís, una construcción en forma de cueva-cascada y una capilla en forma de gruta de rocalla. Se encuentran en un terreno anexo al Centro de Salud Mental de San Juan de Dios, en San Baudilio de Llobregat. Su autoría no está documentada, pero por su concepción estructural y semejanza estilística parece bastante probable atribuirla a Antoni Gaudí o alguno de sus colaboradores, por su afinidad con varias de sus obras, especialmente el parque Güell. Las obras fueron realizadas entre 1903 y 1912, aproximadamente, en estilo modernista.

## Historia

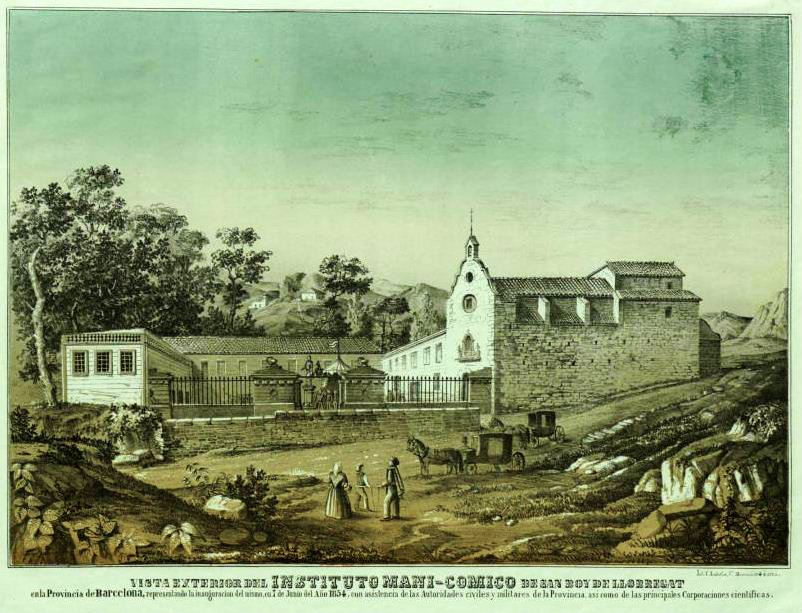
Manicomio de San Baudilio de Llobregat (1854)

El manicomio (o Instituto Manicómico) fue fundado en 1854 por el psiquiatra Antoni Pujadas Mayans, un médico, político y empresario nacido en Igualada en 1812 y fallecido en Barcelona en 1881. Fue uno de los pioneros en España de la hospitalización en el ámbito de la salud mental. Fundó un establecimiento de baños medicinales y, en 1850, fue nombrado director de la Casa de Curación de Barcelona, instituto que abrió a la cura de enfermos mentales. Sin embargo, a causa de las quejas de los vecinos, el Gobierno Civil le mandó establecerse fuera de la ciudad, por lo que se dirigió a San Baudilio, localidad en la que adquirió el antiguo convento de la Visitación, un conjunto religioso regentado por servitas que fue desamortizado en 1835.
Del antiguo convento se conserva la iglesia de Nuestra Señora de los Dolores, de estilo renacentista. El conjunto psiquiátrico se inició con el pabellón de hombres, construido en un estilo neobarroco, del que destaca su fachada, revestida de estucos en forma de sillares y con unos balcones de piedra con florones. Poco después se construyó el pabellón de mujeres. A principios del siglo XX se edificó una nueva iglesia, en estilo neogótico.
En 1895, el centro fue adquirido por la Orden Hospitalaria de San Juan de Dios, a instancias del padre Benito Menni, el nuevo director del instituto. El centro pasó a estar asistido por los Hermanos Hospitalarios de San Juan de Dios y las Hermanas Hospitalarias del Sagrado Corazón de Jesús.

## Descripción

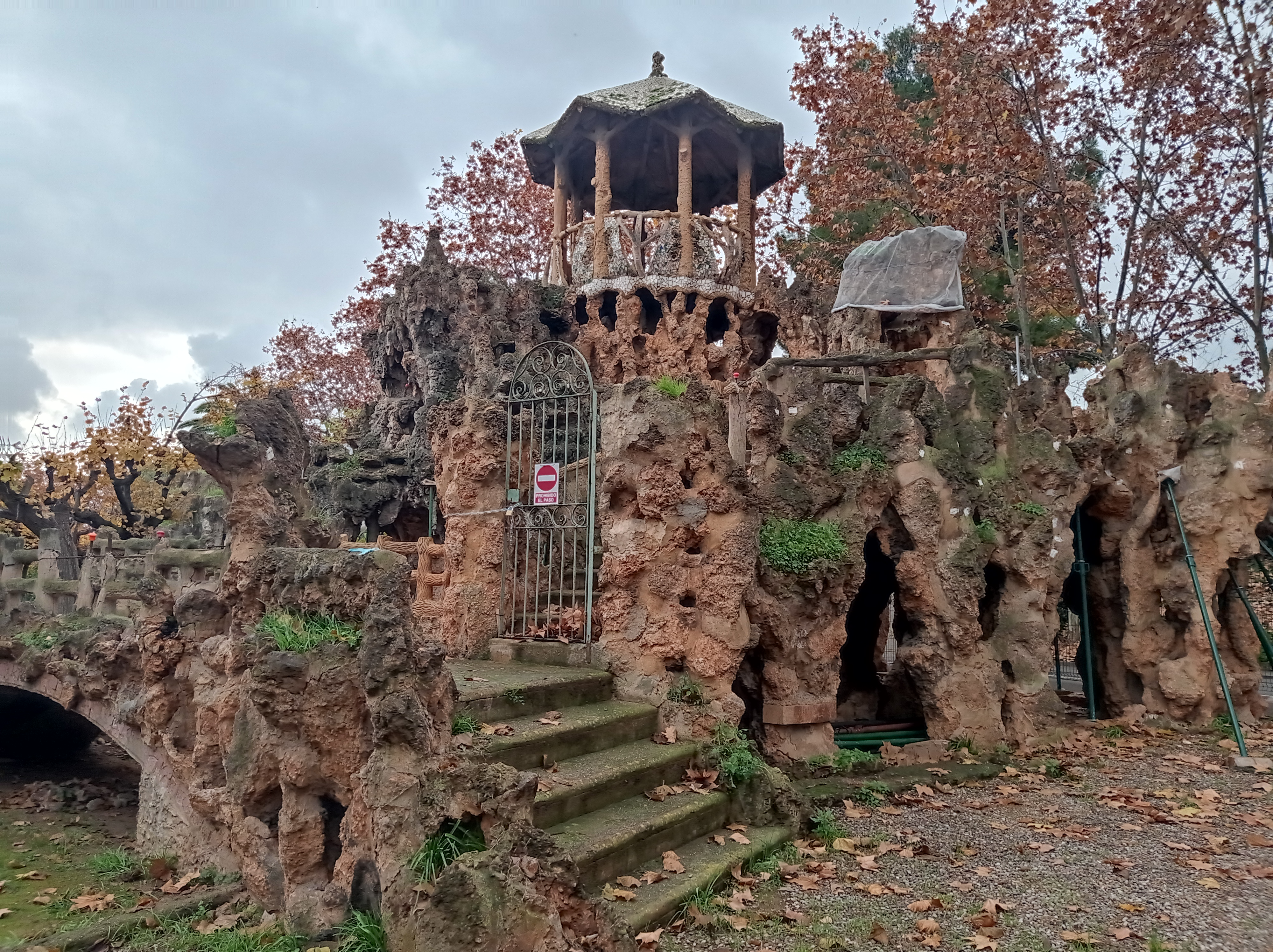
Cueva-cascada

El jardín, iniciado en 1903, se planificó en estilo inglés. Estaba acotado por el muro del recinto, dos avenidas y algunos huertos, y comprendía varios caminos y parterres, así como un lago. Poco después se añadieron los elementos arquitectónicos, en estilo modernista: una cueva-cascada en forma de montaña artificial rematada por un baldaquino, realizada en 1906; una gruta de rocalla que servía como capilla al aire libre, situada en medio del lago y construida en 1911; y una plaza bordeada por unos bancos de trencadís, acabada en 1912 (como muestra la fecha realizada en azulejo en uno de los bancos). El jardín original tenía más elementos actualmente desaparecidos, de menor relevancia, como puentes, bancos y fuentes. También ha desaparecido un depósito de agua que albergaba una réplica de la montaña de Montserrat, construido en 1910. Por otro lado, en la actualidad el lago está seco, así como la cascada que surgía de unas fuentes en la cueva artificial. Cabe remarcar que el perímetro del lago recuerda la forma del mar Mediterráneo.
La cueva-cascada es una construcción de rocalla en forma de montaña coronada por un baldaquino. Su estructura se basa en una bóveda principal de medio hiperboloide de hoja elíptica cóncava sostenida sobre siete pilares de medio hiperboloide de hoja convexa, de los que surge un conjunto de superficies curvas nervadas, cuyos nervios se prolongan hasta la clave de bóveda y forman el esqueleto de la bóveda principal. El baldaquino, de planta circular, tiene una cubierta octogonal sostenida sobre ocho pilares. En un lateral, un puente de arco catenario y un viaducto con escaleras permite acceder a la parte superior de la construcción. En una pared lateral hay un balcón con un banco revestido de trencadís. El conjunto está realizado con bloques de piedra sin desbastar, así como pequeños fragmentos de cuarzo, gres y conglomerado, ligados con mortero. Las cubiertas tienen perfiles de hierro y entrevigados de ladrillo.

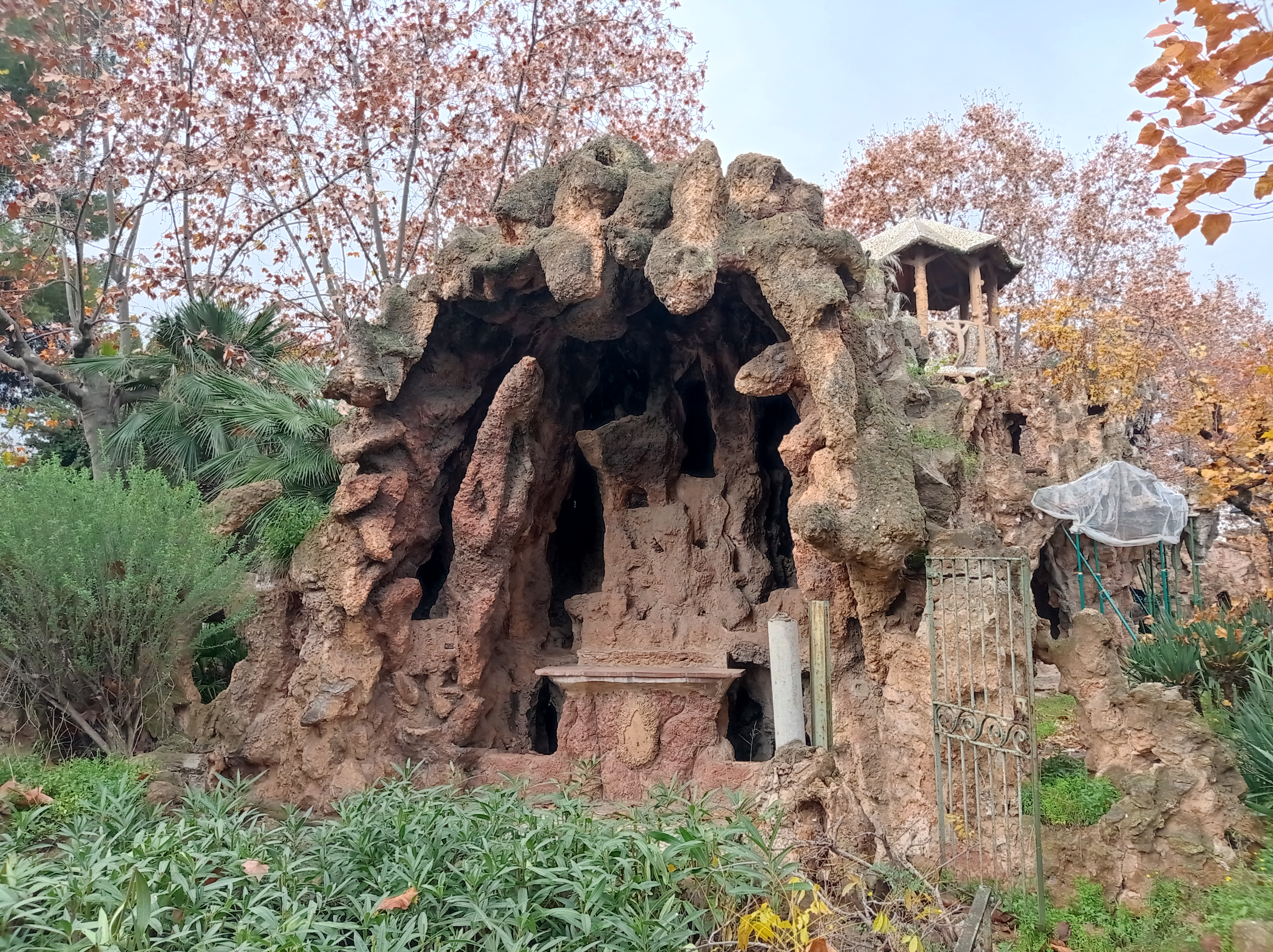
Capilla de la Virgen de Lourdes

La gruta que hacía las veces de capilla al aire libre estaba dedicada a la Virgen de Lourdes. Tiene planta semicircular, con un cubierta de bóveda parabólica nervada sostenida por unas estructuras verticales adosadas con forma semicilíndrica. Su forma evoca ligeramente un dragón, gracias a dos aperturas superiores que podrían ser los ojos y las formas laterales que asemejan una cola. La estructura albergaba dos fuentes que vertían agua en el lago y podía semejar el fuego que manaba de las fauces del dragón. La capilla tiene un altar que albergaba una estatua de la Virgen, ya desaparecida. El material utilizado es el mismo que en la cueva-cascada. En la bóveda se utilizó también malla metálica. Por otro lado, la estructura albergaba unos pequeños vanos que estaban revestidos de vidrios de colores.
La plaza de los bancos presenta ocho bancos de distinta longitud, la mayoría rectos y uno de forma ondulada, realizados en trencadís de azulejo cerámico de diversos colores, en ocasiones con motivos geométricos o vegetales. Tienen un tamaño y disposición irregular, con un movimiento ascendente-descendente que forma una composición sinusoidal. Algunas baldosas son circulares, generalmente de color blanco, que suelen estar fragmentadas en tres o cuatro trozos, formando cruces, X o Y. Uno de los bancos presenta la inscripción «año» y otro «1912». Por fotografías se sabe que antiguamente había más bancos, desaparecidos en la actualidad.

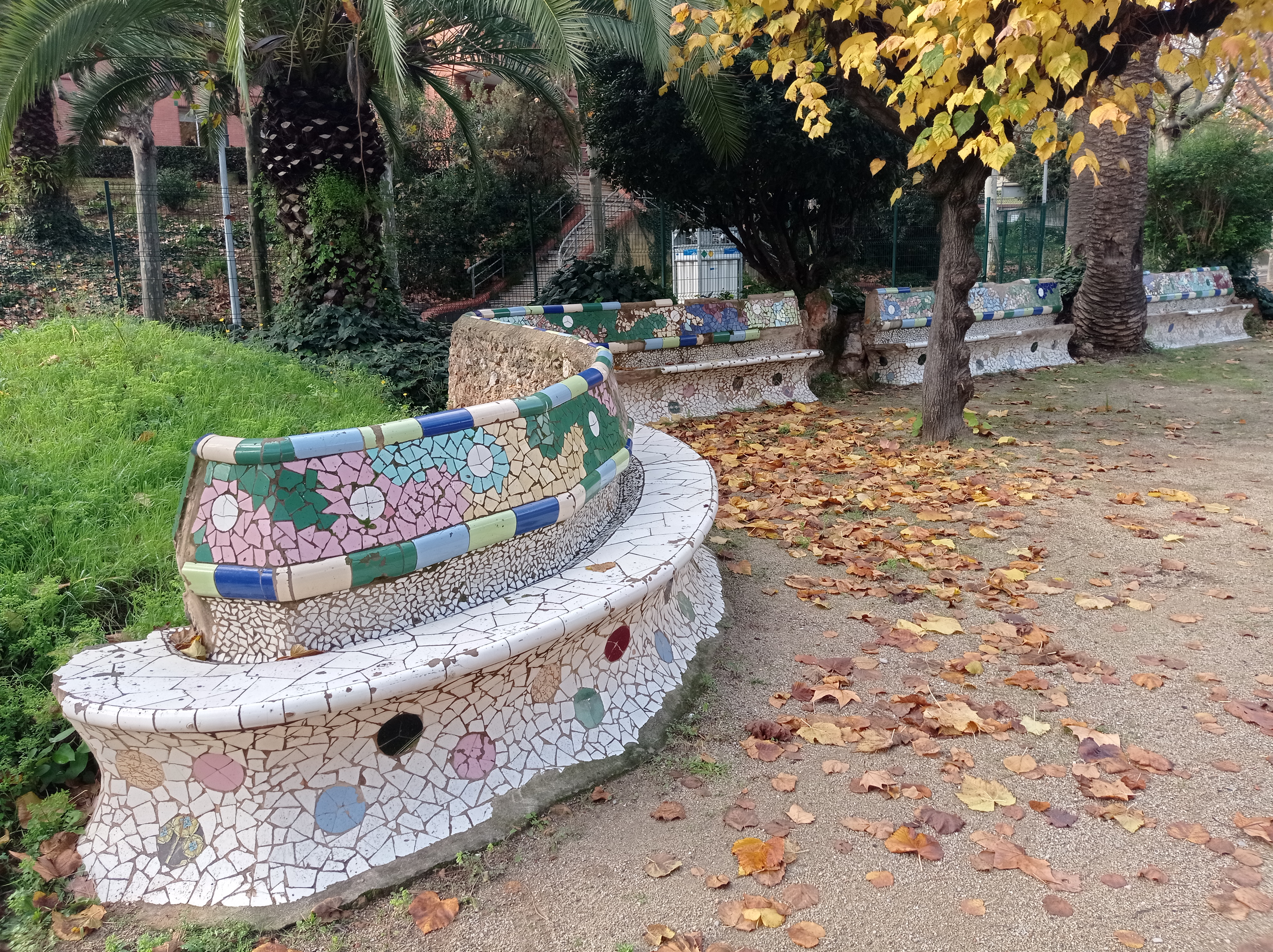
Banco ondulado

Tanto los bancos de azulejos como seguramente buena parte de las obras de albañilería fueron realizados por los propios pacientes del manicomio, ya que se empleaban este tipo de trabajos manuales como terapia para los enfermos mentales. De ahí podría venir la apariencia un tanto naïf del conjunto.
Cabe remarcar que estos bancos fueron realizados con anterioridad a los del parque Güell, ya que en uno de ellos consta la fecha 1912 realizada en azulejo, mientras que los del parque gaudiniano son de 1913-1914. Por ello, no se trataría en absoluto de una imitación, sino que hace suponer una autoría común, un proceso creativo llevado en paralelo en ambas obras. Quizá el jardín de San Baudilio sirvió de banco de pruebas para el parque barcelonés, al igual que la cripta de la Colonia Güell le sirvió a Gaudí como banco de pruebas para la Sagrada Familia.

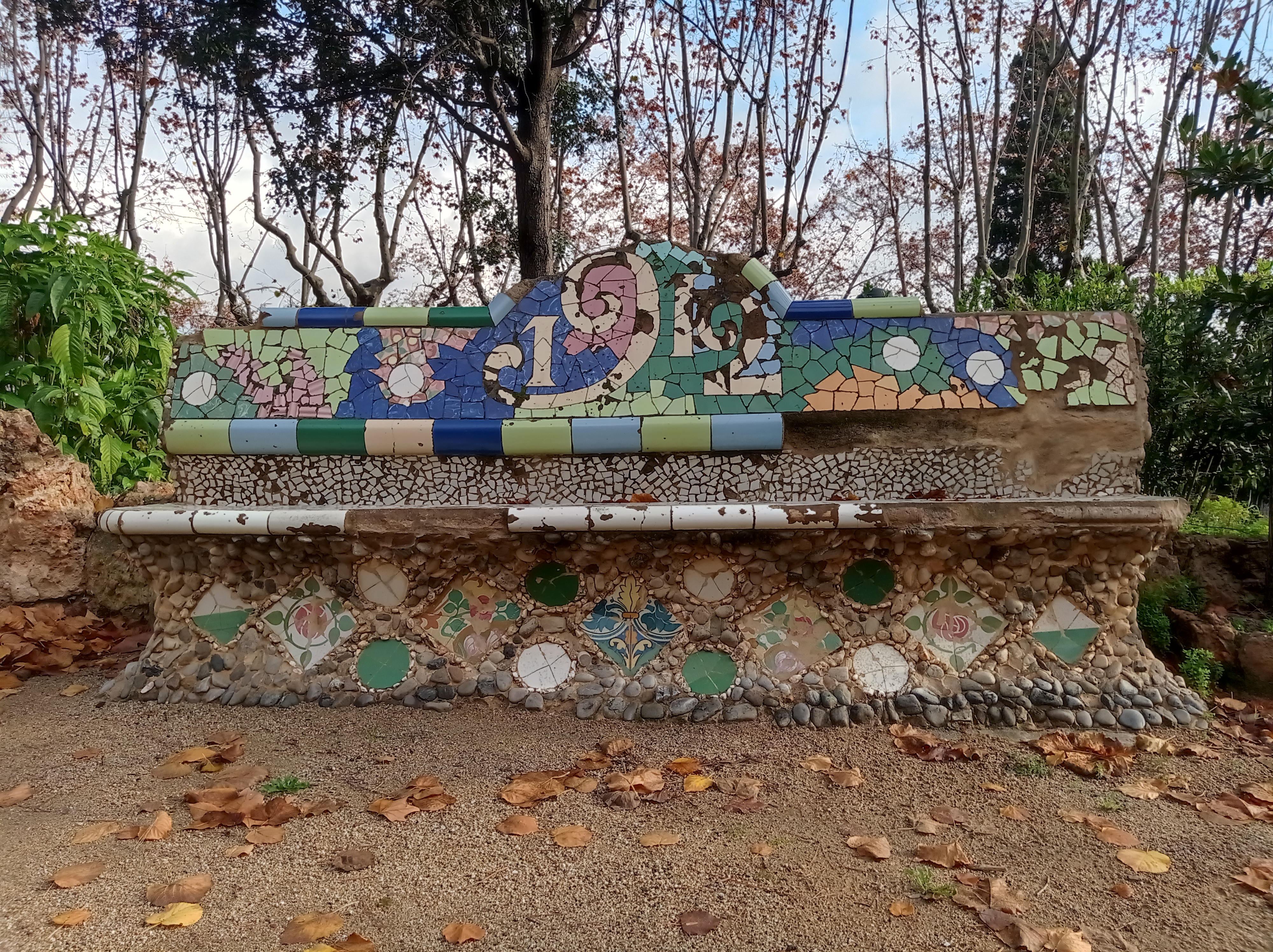
Banco con la inscripción del año 1912

La autoría de estas obras no está documentada, pero parece bastante probable atribuirla al círculo de Gaudí: el uso de hiperboloides en la cueva-cascada apunta directamente al arquitecto reusense, que los usó poco después en la Sagrada Familia y fue el primer arquitecto de su tiempo en utilizar esta superficie reglada en el terreno de la arquitectura. De no ser así serían de un autor totalmente desconocido que no habría dejado otros vestigios similares con posterioridad, sino esta obra solitaria que, por su audacia estructural, sería casi inconcebible verla como obra única y primeriza de un autor incipiente. Ello supondría además que Gaudí se habría copiado de esta solución en su obra posterior, hipótesis poco probable dada la innata originalidad del arquitecto, que nunca gustó de emular a otros artífices de su época y desarrolló un estilo personal y sin parangón en su tiempo. De no ser obra directa de Gaudí habría que ver entonces la mano de un colaborador o discípulo suyo, probablemente bajo el consejo o las directrices de su maestro. En esta línea cabría señalar a Josep Maria Jujol, autor del banco ondulado del parque Güell, que tantas semejanzas guarda con el de San Baudilio. En última instancia, se podría apuntar a un maestro de obras o albañil del mismo círculo gaudiniano, en cuyo caso un posible nombre a reseñar sería el de Lluís Parés, uno de los paletas del parque Güell que era originario de San Baudilio, con lo que pudo haber trasladado a su ciudad natal el estilo que veía en el parque-urbanización gaudiniano en el que trabajaba.
Cabe remarcar que Gaudí pasaba a menudo por el centro psiquiátrico en los años en que estuvo trabajando en la cripta de la Colonia Güell en Santa Coloma de Cervelló, localidad cercana a San Baudilio. Generalmente cogía el tren hasta Cornellá, desde donde proseguía en carruaje, pasando por el manicomio, que al estar regentado por una orden religiosa es probable que mantuviese algún contacto con el arquitecto, de fuerte religiosidad.